# Tetragnatha yesoensis
Tetragnatha yesoensis là một loài nhện trong họ Tetragnathidae.
Loài này thuộc chi Tetragnatha. Tetragnatha yesoensis được miêu tả năm 1934 bởi Saito.